# China Open 2008 - Qualificazioni singolare maschile
Le qualificazioni del singolare maschile del China Open 2008 sono state un torneo di tennis preliminare per accedere alla fase finale della manifestazione. I vincitori dell'ultimo turno sono entrati di diritto nel tabellone principale. In caso di ritiro di uno o più giocatori aventi diritto a questi sono subentrati i lucky loser, ossia i giocatori che hanno perso nell'ultimo turno ma che avevano una classifica più alta rispetto agli altri partecipanti che avevano comunque perso nel turno finale.
Le qualificazioni del torneo China Open  2008 prevedevano 16 partecipanti di cui 4 sono entrati nel tabellone principale.

## Teste di serie
1. Brendan Evans (Qualificato)
2. Aleksandr Kudrjavcev (primo turno)
3. Tatsuma Itō (ultimo turno)
4. Yūichi Sugita (primo turno)

1. Hyun-Woo Nam (Qualificato)
2. Jean-Claude Scherrer (primo turno)
3. Li Zhe (primo turno)
4. Xu Jun-chao (Qualificato)

## Qualificati
1. Brendan Evans
2. Hyun-Woo Nam

1. Jean-Claude Scherrer
2. Xu Jun-chao

## Tabellone

### Legenda
| - Q = Qualificato - WC = Wild card - LL = Lucky loser | - ALT = Alternate - SE = Special Exempt - PR = Protected Ranking | - w/o = Walkover - r = Ritirato - d = Squalificato |

### Sezione 1
|  | Primo turno | Primo turno   | Primo turno   | Primo turno | Primo turno |  |  | Ultimo turno | Ultimo turno  | Ultimo turno  | Ultimo turno | Ultimo turno |  |
|  |             |               |               |             |             |  |  |              |               |               |              |              |  |
|  | 1           | Brendan Evans | Brendan Evans | 6           | 6           |  |  |              |               |               |              |              |  |
|  |             | Gao Wan       | Gao Wan       | 2           | 0           |  |  | 1            | Brendan Evans | Brendan Evans | 6            | 6            |  |
|  |             | Frank Moser   | Frank Moser   | 6           | 6           |  |  |              | Frank Moser   | Frank Moser   | 2            | 1            |  |
|  | 7           | Li Zhe        | Li Zhe        | 4           | 3           |  |  |              |               |               |              |              |  |

### Sezione 2
|  | Primo turno | Primo turno          | Primo turno          | Primo turno          | Primo turno |  |  | Ultimo turno | Ultimo turno | Ultimo turno | Ultimo turno | Ultimo turno |  |
|  |             |                      |                      |                      |             |  |  |              |              |              |              |              |  |
|  |             | Ma Ya-nan            | Ma Ya-nan            | Ma Ya-nan            | W-O         |  |  |              |              |              |              |              |  |
|  | 2           | Aleksandr Kudrjavcev | Aleksandr Kudrjavcev | Aleksandr Kudrjavcev |             |  |  |              | Ma Ya-nan    | Ma Ya-nan    | 3            | 1            |  |
|  | 5           | Hyun-Woo Nam         | Hyun-Woo Nam         | Hyun-Woo Nam         | W-O         |  |  | 5            | Hyun-Woo Nam | Hyun-Woo Nam | 6            | 6            |  |
|  |             | Ye Du                |                      |                      |             |  |  |              |              |              |              |              |  |

### Sezione 3
|  | Primo turno | Primo turno          | Primo turno          | Primo turno | Primo turno |  |  | Ultimo turno | Ultimo turno         | Ultimo turno         | Ultimo turno | Ultimo turno |  |
|  |             |                      |                      |             |             |  |  |              |                      |                      |              |              |  |
|  | 3           | Tatsuma Itō          | Tatsuma Itō          | 6           | 7           |  |  |              |                      |                      |              |              |  |
|  |             | Sa Chen              | Sa Chen              | 4           | 5           |  |  | 3            | Tatsuma Itō          | Tatsuma Itō          | 4            | 2            |  |
|  |             | Jean-Claude Scherrer | Jean-Claude Scherrer | 6           | 6           |  |  |              | Jean-Claude Scherrer | Jean-Claude Scherrer | 6            | 6            |  |
|  | 6           | Yang Tsung-hua       | Yang Tsung-hua       | 4           | 4           |  |  |              |                      |                      |              |              |  |

### Sezione 4
|  | Primo turno | Primo turno   | Primo turno | Primo turno | Primo turno |  |  | Ultimo turno | Ultimo turno | Ultimo turno | Ultimo turno | Ultimo turno |  |
|  |             |               |             |             |             |  |  |              |              |              |              |              |  |
|  |             | Yu Jr. Wang   | 4           | 7           | 6           |  |  |              |              |              |              |              |  |
|  | 4           | Yūichi Sugita | 6           | 64          | 4           |  |  |              | Yu Jr. Wang  | Yu Jr. Wang  | 4            | 3            |  |
|  | 8           | Xu Jun-chao   | 3           | 6           | 6           |  |  | 8            | Xu Jun-chao  | Xu Jun-chao  | 6            | 6            |  |
|  |             | Hao Lu        | 6           | 1           | 4           |  |  |              |              |              |              |              |  |